# Acer rubrum
Acer rubrum é uma espécie de árvore do gênero Acer, pertencente à família Aceraceae.